# Train d'artillerie
Le train d'artillerie est une composante militaire dont la mission est de transporter les pièces d'artillerie et les équipages.

## Sous le Premier Empire
Le train d'artillerie avait une importance considérable pendant les guerres napoléoniennes. L’arrêté du 4 août 1801 (16 thermidor an IX) organise le train d’artillerie en huit bataillons, de six compagnies chacun. Le train d'artillerie de la Garde impériale prendra ensuite la taille de deux régiments, lors de la campagne d'Allemagne de 1813.